# Чернолесское
Черноле́сское — село в составе Новоселицкого района (муниципального округа) Ставропольского края России.

## Этимология
Название села предположительно связано с находившемся рядом лиственным лесом — «чернолесьем». В справочнике «Ставропольская губерния в статистическом, географическом, историческом и сельскохозяйственном отношениях», составленном в 1897 году инспектором народных училищ Ставропольской губернии А. И. Твалчрелидзе, приводятся следующие сведения о происхождении топонима Чернолесское:

Село названо «Чернолесским», вероятно, потому, что здесь, как говорят старожилы, при основание села произрастал на всем протяжении р. Томузловки большой строевой лес, состоявший исключительно из лиственных пород. В лесу в изобилии водились дикие свиньи и козы; попадались даже олени и медведи, забегавшие сюда из лесов кавказских гор. В настоящее время от этого леса не осталось и следов. Место существования леса теперь занято небольшими рощами и садами, окаймлёнными дикорастущими деревьями.— Твалчрелидзе А. И. «Ставропольская губерния в статистическом, географическом, историческом и сельскохозяйственном отношениях» (1897)
В источниках встречаются и другие варианты наименования данного населённого пункта: Чёрный лес, Чернолесская, Чернолесское (Ср. Тумузлов), Чёрнолесское, Малый Томузлов:621.

## География
Расстояние до краевого центра: 142 км.
Расстояние до районного центра: 22 км.

## История
Село Чернолесское (Малый Томузлов, Чёрный Лес) основано в 1782 году (по другим данным — в 1786, 1789 или 1799 годах) на реке Томузловке:621.
Первые поселенцы в Чернолесском были бывшие служивые люди (однодворцы) из слобод и городов Белгородской крепостной линии, ушедшие на Кавказ вследствие уменьшения земельных наделов.
В 1788 году, согласно «Ведомости казённых и партикулярных сел, слобод и деревень в Кавказской губернии» за 18 декабря 1789 года, в Александровском уезде есть слобода при Чёрном лесе, в которой проживают 25 лиц мужского пола и 18 женского из однодворцев.
В 1790-х годах в Чёрный Лес были поселены экономические крестьяне (монастырские) из Тамбовской губернии.
В первом томе «Сборника исторических материалов по истории Кубанского Казачьего войска», составленном в 1896 году Иваном Ивановичем Дмитренко, имеются сведения, что на 16 января 1792 года в селении при Чёрном лесе на речке Томузлове проживали 31 однодворец, 194 экономических крестьян и 7 ясашных (данные по душам мужского пола).
Впоследствии, уже в XIX веке, сюда прибывали жители Рязанской, Московской, Орловской, Петербургской, а также Полтавской и Черниговской губерний. Причём, орловцы и рязанцы селились на правом берегу Томузловки, тогда как дома тамбовцев и москвичей были на левом берегу.
Во второй половине 1890-х годов по окладным листам в селе числилось 1767 ревизских душ, а по семейным спискам — 3611 мужчин и 3245 женщин.
До 16 марта 2020 года село образовывало сельское поселение село Чернолесское.

## Население
| 1789  | 1802  | 1812  | 1819  | 1897  | 1903  | 1925    | 1926    | 1939  |
| ----- | ----- | ----- | ----- | ----- | ----- | ------- | ------- | ----- |
| 43    | ↗380  | ↗697  | ↗911  | ↗8676 | ↗9870 | ↗10 814 | ↘10 647 | ↘5963 |
| 1989  | 2002  | 2010  | 2012  | 2013  | 2014  | 2015    | 2016    | 2017  |
| ↘5151 | ↗5291 | ↗5557 | ↘5528 | ↘5520 | ↗5522 | ↗5524   | ↗5642   | ↗5687 |
| 2018  | 2019  | 2020  | 2021  |       |       |         |         |       |
| ↗5763 | ↘5747 | →5747 | ↘5600 |       |       |         |         |       |

Национальный состав
По итогам переписи населения 2010 года проживали следующие национальности (национальности менее 1 %, см. в сноске к строке «Другие»):
| Национальность | Численность | Процент |
| -------------- | ----------- | ------- |
| Русские        | 3356        | 60,39   |
| Даргинцы       | 674         | 12,13   |
| Рутульцы       | 508         | 9,14    |
| Армяне         | 241         | 4,34    |
| Цахуры         | 195         | 3,51    |
| Аварцы         | 190         | 3,42    |
| Лезгины        | 69          | 1,24    |
| Кумыки         | 66          | 1,19    |
| Чеченцы        | 63          | 1,13    |
| Другие         | 195         | 3,51    |
| Итого          | 5557        | 100,00  |

## Инфраструктура
- Дом культуры[36]
- Библиотека. Открыта 22 октября 1876 года[37]

## Образование
- Детский сад № 10[38]
- Средняя общеобразовательная школа № 2[39]

## Религия
Русская православная церковь
- Церковь, ул. Гагарина, 31

Ислам
- Мечеть, ул. Дзержинского

## Памятники
- Братская могила красных партизан и их родственников, замученных белогвардейцами. 1918—1920, 1922 годы[40]
- Бюст героя Советского Союза Обликова, погибшего в годы Великой Отечественной войны 1941—1945 гг. 1967 год[41]
- Памятник В. И. Ленину. 1959 год[42]
- Памятник советским воинам, погибшим в годы Великой Отечественной войны 1941—1945 гг. 1974 год[43]

## Кладбища
В селе 2 общественных кладбища: Нижнее (85 525 м²) и Верхнее (63 779 м²).

## Авиакатастрофы
- 15 мая 2013 года на сельскохозяйственных работах разбился самолёт АН-2[45].

## Люди, связанные с селом
- Обликов Иван Сергеевич (1916—1943) — командир миномётного расчёта, старший сержант, Герой Советского Союза.